# Николай Мирликийский избавляет от смерти трёх невинно осуждённых
«Никола́й Мирлики́йский избавля́ет от сме́рти трёх неви́нно осуждённых» — картина русского художника Ильи Репина (1844—1930), оконченная в 1888 году. Хранится в Государственном Русском музее в Санкт-Петербурге (инв. Ж-4001). Размер — 215 × 196 см. Сюжет картины связан с одним из деяний святого Николая Чудотворца (Мирликийского), смелые и принципиальные действия которого помогли предотвратить казнь трёх невинных людей. Актуальность этой темы связывалась с нравственной проповедью Льва Толстого и вопросом об отмене смертной казни.
Полотно было представлено на 17-й выставке Товарищества передвижных художественных выставок («передвижников»), открывшейся в феврале 1889 года в Санкт-Петербурге. Мнения критиков разделились: в частности, писатель Митрофан Ремезов высоко оценил репинского «Святителя Николая», сочтя его «как по мысли, так и по исполнению» лучшим из всех представленных на выставке полотен, а Лев Толстой отмечал, что содержание полотна «не художественно, не ново, не дорого автору», «вся картина без фокуса, и все фигуры ползут врозь». Картину приобрёл император Александр III, причём впоследствии многократно упоминалась «легенда» о том, что именно с покупкой этого полотна было связано решение о создании Русского музея.
По мнению искусствоведа Николая Машковцева, картину «Николай Мирликийский» не следует рассматривать как икону или как произведение на религиозную тему — «Репина увлекла до самозабвения экспрессия действующих лиц, особенно осуждённых», и он показывает «начальный, самый сильный момент психического толчка». Искусствовед Нонна Яковлева отмечала, что Репин «словно призывает любимейшего святого чудотворца остановить на Руси потоки крови, ставит зрителей перед лицом одного из его чудес».

## История

### Предшествующие события и работа над картиной
В 1884 году Илья Репин получил заказ на изображение святого Николая Мирликийского (Николая Чудотворца) от женского монастыря, расположенного в окрестностях Харькова. Как вспоминал писатель и историк Дмитрий Яворницкий, в разговоре с ним Репин упоминал, что заказчицей образа Николая Чудотворца была игуменья Николаевского женского монастыря в селе Стрелечьем Харьковского уезда, куда он приезжал, чтобы навестить свою двоюродную сестру, которая была там монахиней. Родственницу художника звали Эмилией, в монашестве — Евпраксией, а Репин называл её Олимпиадой. По некоторым данным, она была двоюродной сестрой Репина по отцу, и её фамилия — Борисова. По-видимому, заказ был приурочен к 800-летней годовщине перенесения мощей Николая Чудотворца из Мир Ликийских в Бари, празднование которой ожидалось в 1887 году.

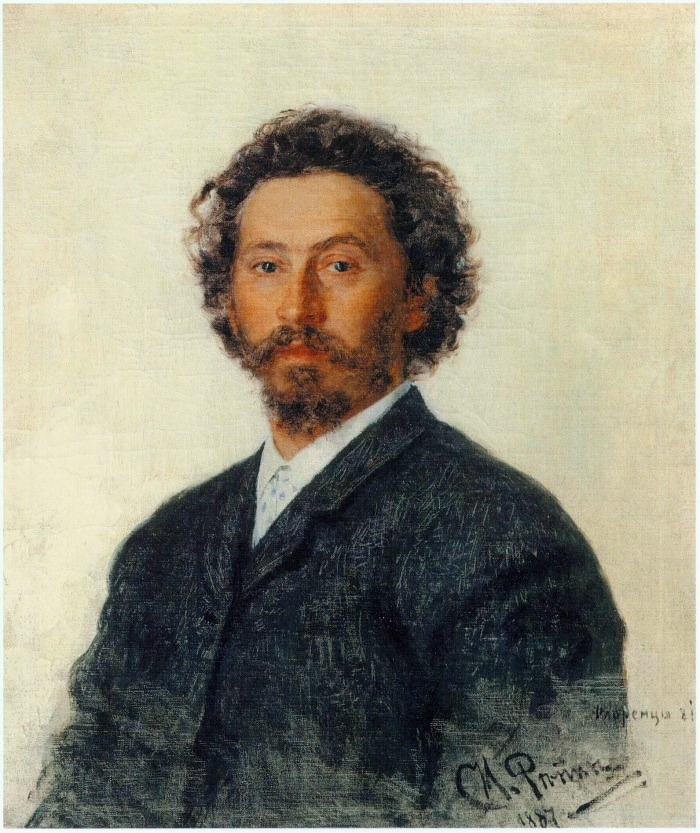
Автопортрет И. Е. Репина (1887, ГТГ)

Сначала Репин сделал карандашный набросок в стиле иконописи, но постепенно увлёкся этой темой, которая, как и в картине «Иван Грозный и сын его Иван», была связана с нравственной проповедью Льва Толстого и вопросом об отмене смертной казни. Чтобы собрать материал, Репин обратился с просьбой к художественному критику Владимиру Стасову, написав ему в письме от 30 сентября 1886 года: «Не забудьте, пожалуйста, если что попадётся о Николае-Чудотворце, отложить для меня. Это я пообещал в один захолустный женский монастырь, на моей родине, написать им образ в церковь». Кончилось тем, что Репин взялся за работу над большим полотном, над которым он работал всю зиму 1886/1887 годов, а также весь 1888 год. Для Николаевского женского монастыря художник собирался сделать авторское повторение картины, с некоторыми изменениями.
Во время путешествия по Западной Европе, предпринятого в 1887 году, Репин побывал в Вене и осмотрел художественное собрание дворца Бельведер. О своих впечатлениях художник подробно рассказывал в письме к Владимиру Стасову от 30 мая 1887 года, особо отмечая картины Питера Пауля Рубенса «Игнатий Лойола исцеляет бесноватых» и «Чудо святого Франциска Ксавьерия». По мнению искусствоведа Татьяны Юденковой, «восприятие этих полотен обнаруживает, что Репин в тот момент искал некие „подсказки“ в европейском искусстве для решения композиции „Николай Мирликийский избавляет от смерти трёх невинно осуждённых“».
После посещения Вены Репин поехал в Италию, где, в частности, собирался посетить Бари. Об этом художник сообщал в письме к Владимиру Черткову от 24 мая 1887 года: «В Италии же я найду теперь много материала для своих затей. Думаю даже побывать в Бари, не встретится ли чего о Николае Чудотворце…». В письме к Павлу Третьякову, датированном 17 августа 1887 года (уже после возвращения в Санкт-Петербург), Репин писал о результатах своей поездки: «Главным образом я думал в Бари найти что-нибудь для своего св. Николая — ничего не оказалось, но я не жалею о поездке туда, много интересного было».

### 17-я передвижная выставка и последующие события
Картина «Николай Мирликийский избавляет от смерти трёх невинно осуждённых» была окончена в 1888 году. Она экспонировалась на 17-й выставке Товарищества передвижных художественных выставок («передвижников»), открывшейся 26 февраля 1889 года в Санкт-Петербурге, а в апреле того же года переехавшей в Москву. Петербургская часть выставки проходила в доме Боткиной на Сергиевской улице (ныне улица Чайковского), а московская — в здании Московского училища живописи, ваяния и зодчества. В каталоге выставки полотно было указано под названием «Святитель Николай. (Св. Николай избавляет от смертной казни трёх невинно осуждённых в городе Мирах-Ликийских)». На той же выставке были представлены ещё три картины Репина — портреты актёра М. С. Щепкина и композиторов А. К. Глазунова и А. П. Бородина.

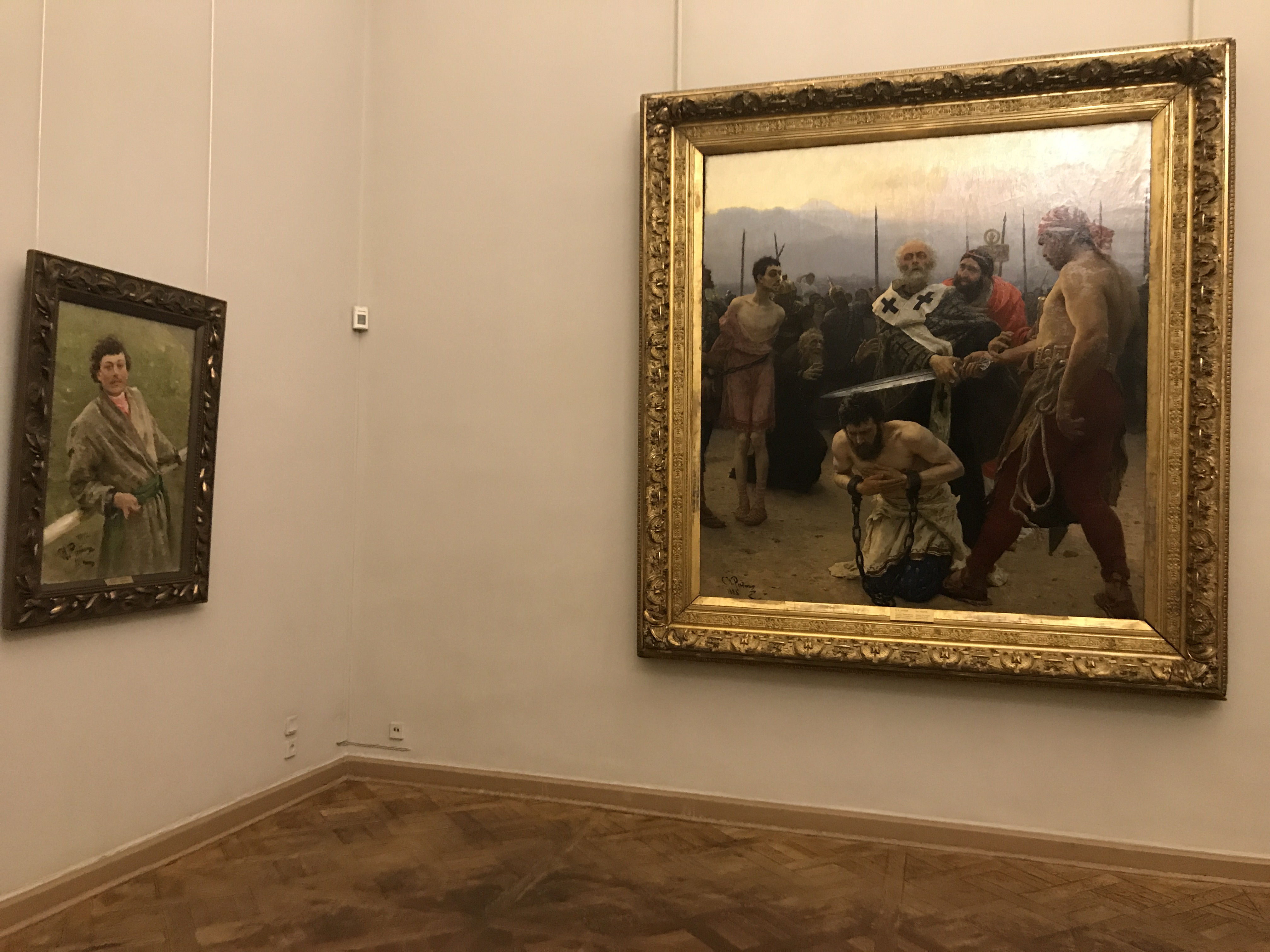
Картина «Николай Мирликийский избавляет от смерти трёх невинно осуждённых» в ГРМ (слева — картина И. Е. Репина «Белорус»)

Согласно «легенде», которая многократно упоминалась в изданиях, посвящённых истории Русского музея, окончательное решение императора Александра III о создании музея было связано именно с приобретением картины «Николай Мирликийский избавляет от смерти трёх невинно осуждённых» с 17-й выставки передвижников. Князь Владимир Мещерский в своих воспоминаниях писал: «Государь был очень воодушевлён мыслью о Музее и на этой выставке купил восемь картин, повторяя, что для будущего Музея. Застоявшись на одной из передвижных выставок перед картиной Репина „Святитель Николай, останавливающий неправую казнь“, государь сказал: „Вот прекрасная вещь для Музея“, и картина была приобретена».
В 1891 году две картины Репина — «Николай Мирликийский» и «Проводы новобранца» — вместе с другими произведениями русских художников экспонировались на международной выставке в Берлине, посвящённой 50-летию Берлинской академии искусств. Репинские полотна были высоко оценены публикой и критикой. В частности, один из рецензентов отмечал, что «ещё никогда русское искусство не было представлено в Германии столь многочисленными произведениями и ни одно из них не было встречено так, как „Николай Мирликийский“ Репина», а художественный обозреватель берлинской газеты National-Zeitung Георг Фосс писал, что полотно «Святой Николай» полно «такой удивительной силы краски, какая встречается разве что у самого Бёклина».
В 1897 году картина была передана из Зимнего дворца в создаваемый в то время Русский музей императора Александра III (ныне — Государственный Русский музей), где она и находится до сих пор. Поскольку самого́ Александра III к 1897 году уже не было в живых (он скончался в 1894 году), полотно рассматривается как дар его сына Николая II (в каталоге указано: поступило из Зимнего дворца). В настоящее время картина выставляется в зале № 34 Михайловского дворца, где, кроме неё, находятся другие известные произведения Репина, среди которых «Запорожцы», «Проводы новобранца», а также портреты В. В. Стасова, А. Г. Рубинштейна и И. Р. Тарханова.
Полотно «Николай Мирликийский избавляет от смерти трёх невинно осуждённых» экспонировалось на персональной выставке Репина, состоявшейся в 1936 году в Государственной Третьяковской галерее в Москве. Оно также было одним из экспонатов юбилейной выставки к 175-летию со дня рождения Репина, проходившей с марта по август 2019 года в Новой Третьяковке на Крымском Валу, а затем, с октября 2019 года по март 2020 года, — в корпусе Бенуа Государственного Русского музея в Санкт-Петербурге.

## Сюжет и описание

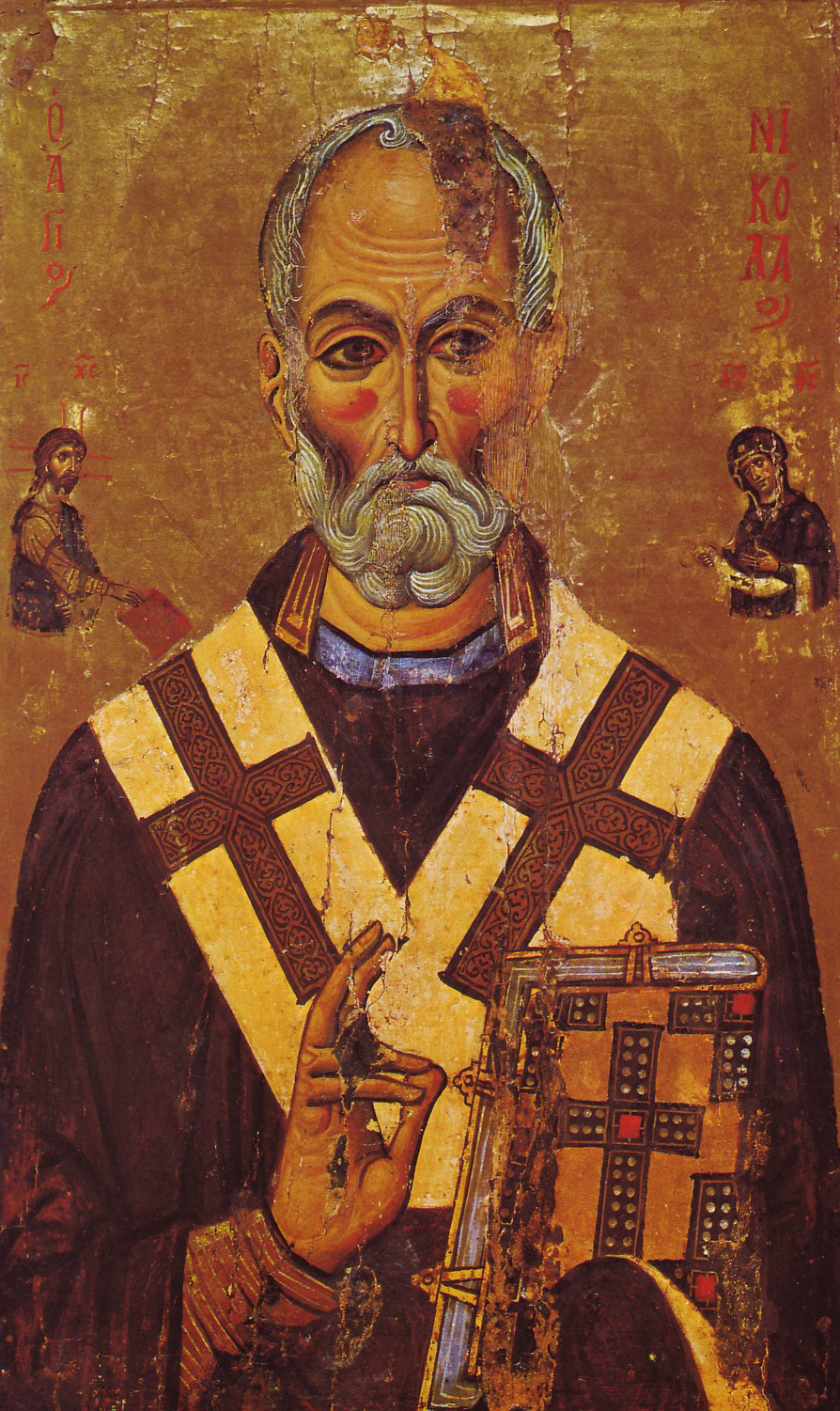
Святой Николай на иконе XIII века (Монастырь Святой Екатерины, Синай, Египет)

Сюжет картины связан с одним из деяний святого Николая Чудотворца (примерные даты жизни — 270—345 годы нашей эры), которое он совершил в свою бытность епископом в Мире Ликийской (или Мирах Ликийских) — городе, расположенном в Ликии (ныне это место находится на территории турецкой провинции Анталья). Именно с названием этого города и связано известное прозвище святого Николая — «Мирликийский».
Будучи в отъезде, Николай Мирликийский узнал о том, что мирский градоначальник Евстафий осудил на казнь трёх невинных людей, подкупленный их недоброжелателями. Желая пресечь несправедливость, Николай спешно возвратился в Миры и достиг Диоскурова поля, где должна была совершиться казнь, как раз в тот момент, когда палач был уже готов приступить к исполнению приговора.
Византийский писатель X века Симеон Метафраст так описывал эту историю в «Жизни и деяниях Святого отца нашего Николая Чудотворца»: «Когда святой это увидел и обратил взор на печальное зрелище, то, уравновесив суровость мягкостью, не сказал ни дерзкого, ни резкого слова, но и не выказал никакой опаски или робости; сколько доставало сил он побежал к палачу, смело выхватил из его рук меч, и, ничего не страшась, бросил на землю, и осуждённых освободил от их оков. Никто не воспрепятствовал его самовластному поступку…».
Именно тот момент, когда Николай Чудотворец останавливает меч палача, занесённый над первым из осуждённых, и был изображён художником. На картине резко контрастируют непреклонность уверенного в своей правоте Николая Мирликийского, удивление палача, испуганно-льстивое выражение лица градоначальника («византийского царедворца»), а также фигуры и лица осуждённых, которые уже не верили в возможность своего спасения — «один покорный, другой недоумевающий и третий в порыве сумасшедшей надежды».
В глубине картины изображена толпа народа — люди с напряжением наблюдают за действием, происходящим на переднем плане. Над головами стоящих в толпе возвышается фигура ребёнка, которого кто-то приподнял, чтобы он получше увидел и запомнил «все подробности великого подвига человеколюбия». Одна из девушек, находящихся в толпе, старается не потерять из виду молодого осуждённого (возможно, он её брат или жених).
Хотя прообразом Николая Мирликийского, по-видимому, был Лев Толстой, с которым Репин в те годы много общался, лицо святого Николая было написано с поэта Аполлона Майкова. Палача Репин писал с художника Николая Кузнецова. Образ приговорённого к смерти, стоящего на коленях, был создан с писателя Иеронима Ясинского, а тщедушного молодого смертника, ожидающего своей очереди, — с писателя-символиста Дмитрия Мережковского.
Действующие лица

## Эскизы, этюды и повторения

### Варианты-повторения
В 1890 году Репин написал одноимённое повторение-вариант этой картины, ныне хранящееся в Киевской картинной галерее (холст, масло, 215 × 198 см, инв. Ж-143). Это полотно было пожертвовано им для выставки в пользу голодающих крестьян, проводившейся в Москве в 1891 году, на которой оно было приобретено Фёдором Терещенко. Именно этот вариант был представлен на Всероссийской промышленной и художественной выставке, открывшейся 28 мая 1896 года в Нижнем Новгороде. В письме к Александру Жиркевичу от 4 сентября 1896 года Репин сообщал подробности, связанные с нижегородской выставкой: «Моего Св. Николая вытащили из Киева. Этот неудавшийся вариант я пожертвовал в пользу голодающих, и его на аукционе купил Терещенко за 5000 р[ублей]. Я бы никогда не послал его на эту национальную выставку». Впоследствии коллекция Фёдора Терещенко, включая это полотно, стала частью собрания Киевского музея русского искусства (ныне — Киевская картинная галерея).
Кроме этого, в 1890 году Репин написал одноимённый уменьшенный вариант картины, который в настоящее время находится в Харьковском художественном музее (бумага на холсте, масло, 126 × 98 см). Это именно тот вариант картины, который был написан Репиным для Николаевского женского монастыря в селе Стрелечьем (Стрелетчине). В августе 1930 года монастырь был закрыт, после чего многие иконы и картины были разобраны местными жителями. В 1934 году картина «Николай Мирликийский» была обнаружена в квартире председателя местного совета в Липцах, который после этого не торопился отдавать её, а спрятал в кладовку. Только в 1935 году картина была передана государству и помещена в Харьковский музей.
Авторские варианты-повторения картины
По словам искусствоведа Галины Ельшевской, изменения в двух более поздних версиях могли быть связаны с влиянием Льва Толстого: «если в первой версии картины святой отводит меч палача, так сказать, чисто физически, то в двух последних возникает любимая художником тема поединка взглядов — и палач, побеждённый нравственным превосходством оппонента, сам останавливает процедуру». Тем не менее, по мнению искусствоведа Ольги Лясковской, два более поздних варианта значительно слабее картины из Русского музея: «в них чрезвычайно усилена истерическая нота, сам Николай уже не вмешивается в ход событий, он только убеждает; мужественный образ осуждённого заменен фигурой совсем иного содержания».
Ещё одно повторение картины «Николай Мирликийский избавляет от смерти трёх невинно осуждённых» было создано учениками Ильи Репина под его непосредственным руководством. В октябре 1900 года, после осмотра полотен Репина в Третьяковской галерее, писатель Алексей Максимович Горький попросил у художника разрешения на снятие копий с некоторых картин. В 1901 году все копии были готовы, а в 1908 году они были переданы в Нижегородский художественно-исторический музей. В результате реорганизаций музея в 1924—1934 годах часть коллекции была утрачена. По состоянию на 2006 год это повторение «Николая Мирликийского» хранилось в собрании саратовского коллекционера С. А. Тарасова. Оно экспонировалось на «выставке одной картины», проходившей с 27 апреля по 1 июня 2006 года в Саратовском художественном музее имени А. Н. Радищева.

### Эскизы и этюды

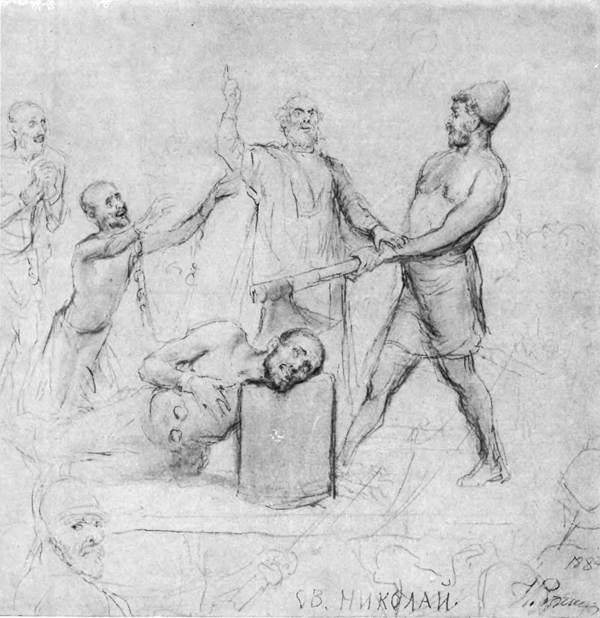
Карандашный эскиз (1886, ГТГ)

В собрании Государственной Третьяковской галереи хранится графический эскиз картины «Николай Мирликийский избавляет от смерти трёх невинно осуждённых», ранее находившийся в коллекции предпринимателя и мецената Михаила Рябушинского. Хотя эскиз подписан 1884 годом, искусствоведы считают, что эта дата ошибочна, и карандашный рисунок следует датировать 1886 годом. На эскизе пять действующих лиц — трое осуждённых, Николай Мирликийский и палач; из основных героев отсутствует только градоначальник. В отличие от окончательной версии полотна, осуждённый, над которым занесён меч, не стоит на коленях, а лежит, положив голову на плаху. Помимо этого первоначального эскиза, в литературе упоминаются два карандашных эскиза 1887 года (один из которых хранится в Третьяковской галерее), а также ещё один эскиз 1888 года. Эскиз к авторскому повторению из Киевской картинной галереи хранится в Государственном Русском музее (холст, масло, картон, 34,2 × 28,7 см, около 1889, инв. Ж-7907).
В хельсинкском Атенеуме хранится живописный этюд для образа Николая Мирликийского — «Святой Николай» (1888, холст, масло, 30 × 24 см, инв. A-1995-85). Этюд поступил в музей вместе с собранием Вяйнё Валле (фин. Wäinö Wallin kokoelma).
В процессе работы над картиной и её авторскими повторениями Репиным был создан ряд графических этюдов. Несколько рисунков хранятся в хельсинкском Атенеуме: два этюда для образа Николая Мирликийского — один 1889 года (бумага, карандаш, 31 × 23,5 см, инв. A III 1754:13) и один недатированный (бумага, карандаш, 31 × 23,5 см, инв. A III 1754:18), а также этюд для образа молодого осуждённого (1895?, бумага, карандаш, 31 × 23,5 см, инв. A III 1754:17) и этюд «Молодой мужчина» (1889, бумага, карандаш, цветные мелки, 18,2 × 13,5 см, инв. A III 1754:16).
Эскиз и этюды для разных версий картины

## Отзывы и критика

### XIX век
Когда картина появилась на 17-й выставке передвижников, писатель Николай Лесков написал Репину (письмо датировано 27 февраля 1889 года): «Приветствую большой и несомненный успех Ваших произведений. На выставке нет ничего лучше „Св. Николая“ и портрета Глазунова. Похвалы Вам единогласные. Стоят картины прекрасно, и лучшего им не надо». В том же письме Лесков привёл мнение журналиста и критика Алексея Суворина, отметив, что «Суворин был в восторге от „Св. Николая“», после чего продолжал: «Толпы у „Св. Николая“ не редеют, а толки очень курьёзные и неожиданные — например, что Вы хотите „показать главенство церкви над государством“. — Если верно, что за „Св. Николая“ Вам дано всего десять тысяч, то это очень дёшево, — особенно ввиду цены „Фрины“». Здесь Лесков имел в виду крупноформатную картину Генриха Семирадского «Фрина на празднике Посейдона в Элевзине», которая в том же году была куплена Министерством императорского двора за 30 000 рублей.

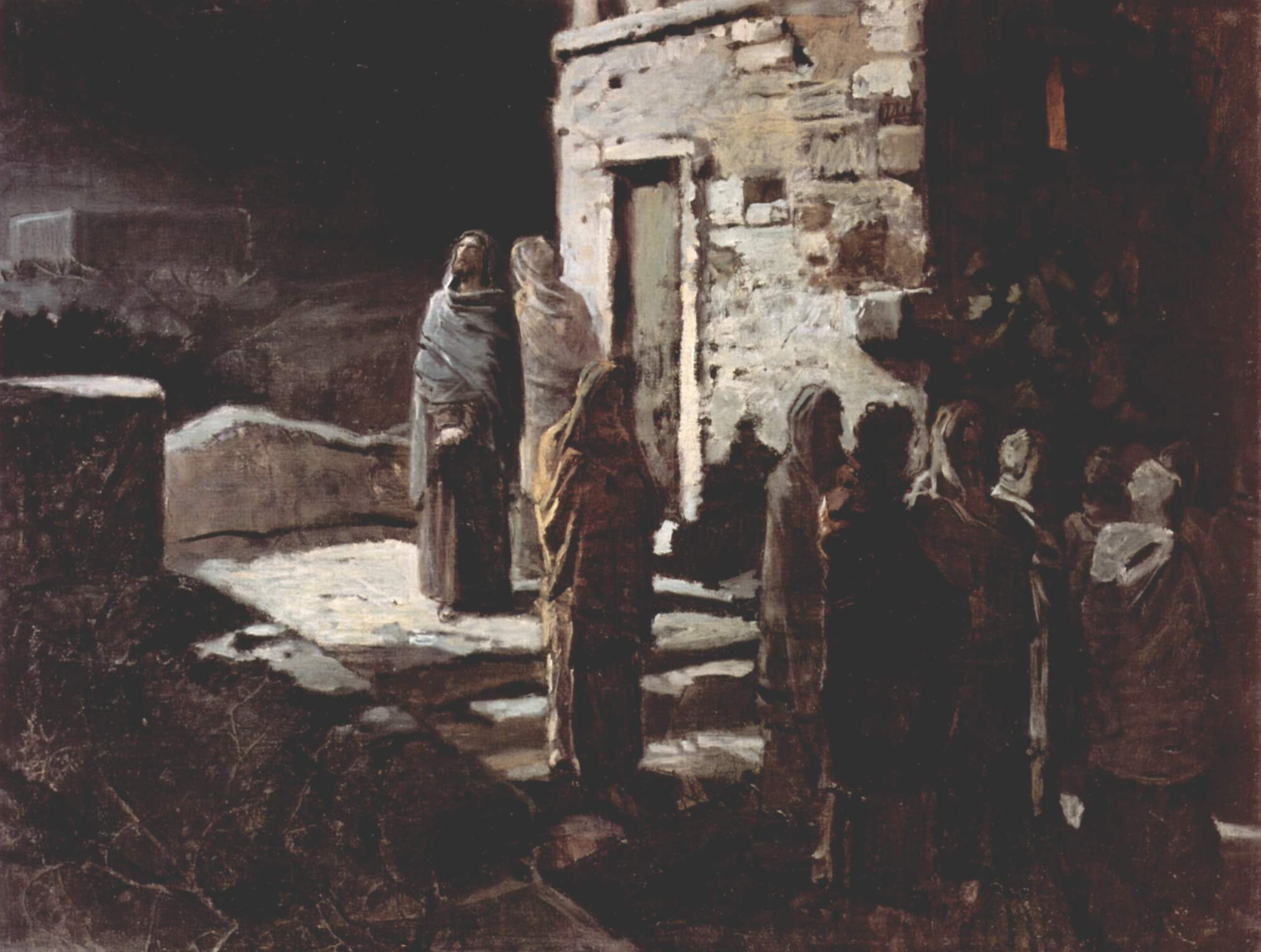
Н. Н. Ге. Выход Христа с учениками с Тайной вечери в Гефсиманский сад (1888, ГТГ)

В статье, опубликованной в журнале «Русская мысль» (майский выпуск 1889 года), писатель Митрофан Ремезов высоко оценил репинского «Святителя Николая», сочтя его лучшим из всех полотен, представленных на 17-й передвижной выставке, — по его мнению, «на выставке картина эта, как по мысли, так и по исполнению, занимает первое место». Обсуждая образ Николая Мирликийского, Ремезов отмечал, что «не физическая сила старца-епископа помешала совершению казни, а великая сила духовная, с удивительным мастерством выраженная художником в лике и во всей фигуре святого». Писатель также дал высокую оценку другим образам, отметив характерность «полной движения фигуры осуждённого старика в оковах, упавшего на колени и простирающего руки», а также фигуры изнурённого юноши, «измученного нравственно до того, что он уже не совсем ясно понимает смысл происходящего перед его глазами».
Побывал на выставке и Лев Толстой. В письме к художнику Николаю Ге, представившему на ту же выставку картину «Выход Христа с учениками с Тайной вечери в Гефсиманский сад», он писал, сравнивая его полотно с картиной Репина (письмо датировано 21 апреля 1889 года): «Поразительная иллюстрация того, что есть искусство, на нынешней выставке: картина ваша и Репина. У Р[епина] представлено то, что человек во имя Христа останавливает казнь, т. е. делает одно из самых поразительных и важных дел». Далее в том же письме, положительно отзываясь о картине Ге, Толстой в то же время критикует Репина: «У Репина сказано то, что он хотел сказать, так узко, тесно, что на словах это бы ещё точнее можно сказать. Сказано, и больше ничего. Помешал казнить, ну что ж? Ну, помешал. А потом? Но мало того: так как содержание не художественно, не ново, не дорого автору, то даже и то не сказано. Вся картина без фокуса, и все фигуры ползут врозь».

### ХХ и XXI века
Художник и критик Александр Бенуа в своей книге «История русской живописи в XIX веке» в главе, посвящённой Репину, отмечал, что «слабое место „Св. Николая“ — банальное выражение святого, карикатурность остальных», но в то же время «единственное удачное место — это подлая ужимка византийского царедворца». Бенуа приводил репинские картины «Садко» (1876, ГРМ) и «Николай Мирликийский» в качестве характерных примеров выбора несвоевременных для 1870-х и 1880-х годов тем, указывающих на то, что их автор «в душе не был верным сыном передвижнической церкви» и что «его манило в другие, более возвышенные сферы».

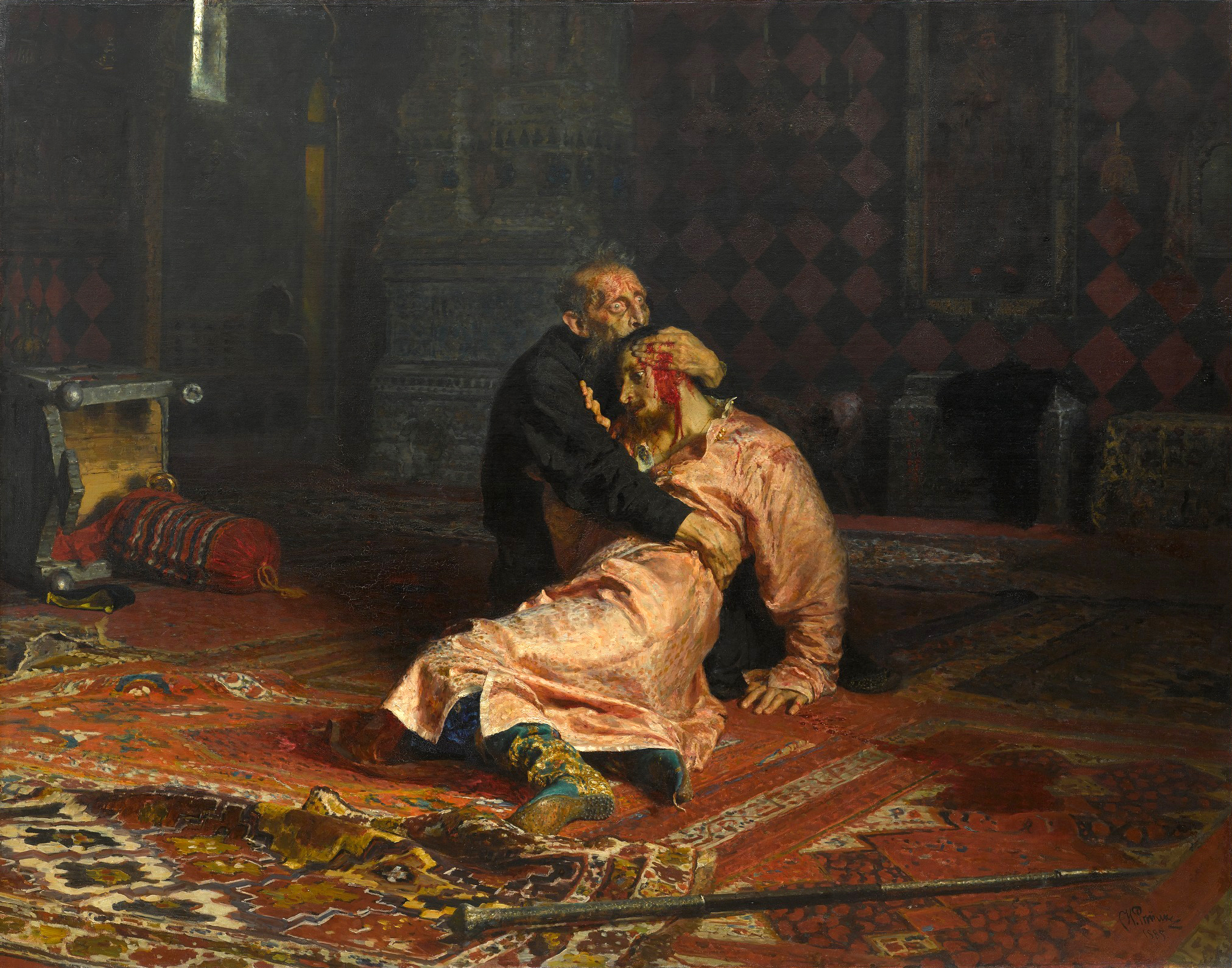
И. Е. Репин. Иван Грозный и сын его Иван 16 ноября 1581 года (1883—1885, ГТГ)

По мнению искусствоведа Николая Машковцева, картину «Николай Мирликийский избавляет от смерти трёх невинно осуждённых» менее всего можно рассматривать как икону или как произведение на религиозную тему — её сила не в этом. По словам Машковцева, «Репина увлекла до самозабвения экспрессия действующих лиц, особенно осуждённых: одного, уже готового принять удар меча, и другого, в лице которого выражено крайнее душевное потрясение». Машковцев писал, что на полотне художник показывает «начальный, самый сильный момент психического толчка», и именно в этом состоит суть произведения.
Критик Борис Асафьев (литературный псевдоним — Игорь Глебов) писал: «Когда он [Репин] выставил на передвижной выставке 1889 года замечательную картину „Святитель Николай избавляет от смертной казни трёх невинно осуждённых в городе Мирах Ликийских“, очень немногим было понятно, что дело тут не в акте милосердия и не в невиновных (чего живописи не показать), а в психике людей, над которыми навис меч. И не забыть взгляда одного из казнимых — взгляда с мерцающей трепетной надеждой!..».
Обсуждая тонкую внутреннюю связь между картинами Репина «Николай Мирликийский» и «Иван Грозный и сын его Иван», искусствовед Нонна Яковлева писала, что первая является своего рода антитезой второй, поскольку в ней «звучит напоминание о необходимости остановить смерть, призыв к милосердию, которое одно способно противостоять злу». Подчёркивая тот факт, что Николай Мирликийский является родным для русского народа образом, Яковлева отмечала, что Репин «словно призывает любимейшего святого чудотворца остановить на Руси потоки крови, ставит зрителей перед лицом одного из его чудес».

## Комментарии
1. ↑  Для датировки событий, происходивших в Российской империи, используется юлианский календарь («старый стиль»).
2. ↑  Упоминая эту девушку в одном из писем к своей ученице, художнице Вере Верёвкиной, Репин писал: «Но что меня поразило: девушка совершенный ваш портрет!»[41] По воспоминаниям Верёвкиной, Репин специально водил её в Русский музей Александра III, чтобы показать ей её «двойника»[42].
3. ↑  Комментируя эти слова Толстого, искусствовед Галина Ельшевская писала, что Репин «увлёкся психологией „последних минут“, и в реалистическом повествовании о человеческих аффектах… оказались сняты не только проповеднические и назидательные обертоны истории, но и вообще её высокий привкус»[5].